# Vasile B. Muntenescu
Muntenescu B. Vasile (n. ianuarie 1858, Fântânița, județul Bistrița-Năsăud) a fost delegat titular al cercului electoral Gornești, jud. Mureș-Turda 

## Date biografice
A fost învățător și preot în Dateș, Boziaș și Adămuș. A colaborat, ca poet,la revistele Familia,Tribuna și Drapelul. A fost membru al Despărțământului Târnăveni, apoi Reghin al ”Astrei”. A fost întemnițat la Fertomegyes între 1916-1918. A fost președinte al Consiliului Național Român din Solovăstru și membru al Consilului Național comitatens Mureș-Turda. În perioada 1926-1938 a fost consilier de drept în consilul comunal Solovăstru.A tradus din Alexandre Dumas și alți autori străini.